# Aquila Basket Trento 2017-2018
Questa voce raccoglie le informazioni riguardanti la'Aquila Basket Trento nelle competizioni ufficiali della stagione 2017-2018.

## Stagione
La stagione 2017-2018 dell'Aquila Basket Trento sponsorizzata Dolomiti Energia, è la 4ª nel massimo campionato italiano di pallacanestro, la Serie A.
Per la composizione del roster si decise di cambiare la scelta della formula, passando a quella con 7 giocatori stranieri di cui massimo 3 non appartenenti a Paesi appartenenti alla FIBA Europe o alla convenzione di Cotonou.

## Roster
Aggiornato al 22 settembre 2017.
| Dolomiti Energia Trento 2017-18 | Dolomiti Energia Trento 2017-18 |
| Giocatori                       | Staff tecnico                   |
| ------------------------------- | ------------------------------- |

| N. | Naz.                                          | Ruolo | Nome                | Anno | Alt.   | Peso   |  |
| -- | --------------------------------------------- | ----- | ------------------- | ---- | ------ | ------ |  |
| 0  | Paesi Bassi (bandiera)                        | G     | Yannick Franke      | 1996 | 194 cm | 84 kg  |  |
| 2  | Stati Uniti (bandiera)                        | A     | Dominique Sutton    | 1986 | 198 cm | 96 kg  |  |
| 4  | Lettonia (bandiera)                           | AP    | Ojārs Siliņš        | 1993 | 204 cm | 96 kg  |  |
| 8  | Italia (bandiera)                             | AC    | Filippo Baldi Rossi | 1991 | 207 cm | 97 kg  |  |
| 10 | Argentina (bandiera) · Italia (bandiera)      | P     | Andrés Forray (C)   | 1986 | 187 cm | 87 kg  |  |
| 11 | Italia (bandiera)                             | GA    | Luca Conti          | 2000 | 196 cm | 87 kg  |  |
| 12 | Italia (bandiera)                             | G     | Diego Flaccadori    | 1996 | 193 cm | 80 kg  |  |
| 13 | Messico (bandiera)                            | P     | Jorge Gutiérrez     | 1988 | 191 cm | 88 kg  |  |
| 14 | Italia (bandiera)                             | AG    | Isacco Lovisotto    | 1998 | 205 cm | 93 kg  |  |
| 15 | Portogallo (bandiera)                         | AP    | Bétinho Gomes       | 1985 | 201 cm | 100 kg |  |
| 21 | Stati Uniti (bandiera)                        | AC    | Chane Behanan       | 1992 | 198 cm | 111 kg |  |
| 22 | Stati Uniti (bandiera)                        | AC    | Dustin Hogue        | 1992 | 198 cm | 100 kg |  |
| 25 | Italia (bandiera)                             | C     | Luca Lechthaler     | 1986 | 206 cm | 105 kg |  |
| 31 | Stati Uniti (bandiera) · Danimarca (bandiera) | AP    | Shavon Shields      | 1994 | 201 cm | 97 kg  |  |
| -  | Romania (bandiera) · Italia (bandiera)        | PG    | Erik Czumbel        | 2000 | 188 cm |        |  |
| -  | Romania (bandiera) · Italia (bandiera)        | P     | Mark Czumbel        | 2000 |        |        |  |
| -  | Italia (bandiera)                             |       | Simone Doneda       | 2001 |        |        |  |
| -  | Italia (bandiera)                             | C     | Maximilian Ladurner | 2001 | 205 cm | 90 kg  |  |
| -  | Italia (bandiera)                             |       | Mattia Musumeci     |      |        |        |  |

| Allenatore |
| - Maurizio Buscaglia                                                                                              |
| Assistente/i |
| - Vincenzo Cavazzana - Davide Dusmet - Emanuele Molin Legenda - (C) Capitano - (IN) Inattivo - Infortunato Roster |

## Mercato

### Sessione estiva
| Acquisti | Acquisti        | Acquisti          | Acquisti          | Acquisti |
| R.       | Nome            | da                | Modalità          |          |
| -------- | --------------- | ----------------- | ----------------- | -------- |
| ALL      | Emanuele Molin  | UNICS Kazan'      | definitivo        |          |
| AP       | Ojārs Siliņš    | Telekom Bonn      | definitivo        |          |
| AP       | Shavon Shields  | Skyl. Francoforte | riscatto prestito |          |
| AC       | Chane Behanan   | S.L.C. Stars      | definitivo        |          |
| P        | Jorge Gutiérrez | Trabzonspor       | definitivo        |          |
| G        | Yannick Franke  | Zara              | definitivo        |          |

| Cessioni | Cessioni            | Cessioni            | Cessioni       | Cessioni |
| R.       | Nome                | a                   | Modalità       |          |
| -------- | ------------------- | ------------------- | -------------- | -------- |
| P        | Aaron Craft         | Monaco              | fine contratto |          |
| AG       | Isacco Lovisotto    | Fortitudo Agrigento | fine contratto |          |
| G        | Riccardo Moraschini | Pall. Mantovana     | fine contratto |          |
| AC       | Dustin Hogue        | Karşıyaka           | fine contratto |          |

### Dopo l'inizio della stagione
| Acquisti | Acquisti         | Acquisti            | Acquisti         | Acquisti   |
| R.       | Nome             | da                  | Data             | Modalità   |
| -------- | ---------------- | ------------------- | ---------------- | ---------- |
| AC       | Dustin Hogue     | Free agent          | 14 dicembre 2017 | definitivo |
| AG       | Isacco Lovisotto | Fortitudo Agrigento | 7 giugno 2018    | definitivo |

| Cessioni | Cessioni            | Cessioni       | Cessioni         | Cessioni             |
| R.       | Nome                | a              | Data             | Modalità             |
| -------- | ------------------- | -------------- | ---------------- | -------------------- |
| AC       | Filippo Baldi Rossi | Virtus Bologna | 30 novembre 2017 | definitivo (30000 €) |
| AC       | Chane Behanan       | S.L.C. Stars   | 14 dicembre 2017 | rescissione          |